# ナイロビ大学
ナイロビ大学（University of Nairobi、略称:UON）は、ケニア共和国の首都ナイロビに位置している大学である。この大学の源流は、イギリス植民地時代の1956年の王立技術大学(Royal Technical College)にまで遡ることができる。現在の組織形態になったのは1970年である。

## 学部
- 農業・獣医大学
  - 土地資源管理・農業技術学部
  - 農学生産学部
  - 食品栄養学部
  - 畜産学部
  - 農業経済学部

- 建築・工科大学
  - 工業デザイン学部
  - 構造環境学部
  - 工学部
  - 原子力科学技術研究所

- 物理科学大学
  - 生物科学部
  - コンピュータ・情報科学部
  - 数学学部
  - 物理学部
  - バイオ・生物情報学センター(CEBIB)
  - 医学予備学部（Pre-Clinical Departments）

- 教育大学
  - 教育学部
  - コンピュータ教育学部
  - 開放遠隔教育センター（CENTRE FOR OPEN AND DISTANCE LEARNING,CODL）

- 健康科学大学
  - 歯学部　
  - 医学部　
  - 看護学部
  - 薬学部　
  - 熱帯感染症研究所(UNITID)
  - HIV・AID予防研究センター

- 社会科学大学
  - 経済学部
  - 芸術学部
  - 商学部
  - 法学部
  - ジャーナリズム学部
  - 開発研究所
  - 国際問題研究所
  - 人口調査研究所
  - アフリカ研究所

## 附属機関
- ナイロビ大学図書館

## 備考
- 2015年4月12日、ナイロビ大学内の学生寮で電気ケーブルの不具合による爆発を、学生がアル・シャバブの襲撃と誤認して混乱が発生し、男子学生1人が死亡、170人がケガをする事件が発生している[2]。